# Karl Theodor Robert Luther
| Thetis     | 17. April 1852     |
| Proserpina | 5. Mai 1853        |
| Bellona    | 1. März 1854       |
| Leukothea  | 19. April 1855     |
| Fides      | 5. Oktober 1855    |
| Aglaja     | 15. September 1857 |
| Kalypso    | 4. April 1858      |
| Mnemosyne  | 22. September 1859 |
| Concordia  | 24. März 1860      |
| Leto       | 29. April 1861     |
| Niobe      | 13. August 1861    |
| Diana      | 15. März 1863      |
| Alkmene    | 27. November 1864  |
| Klio       | 25. August 1865    |
| Antiope    | 1. Oktober 1866    |
| Arethusa   | 23. November 1867  |
| Hecuba     | 2. April 1869      |
| Amalthea   | 12. März 1871      |
| Peitho     | 15. März 1872      |
| Sophrosyne | 27. September 1873 |
| Germania   | 12. September 1884 |
| Eukrate    | 14. März 1885      |
| Tyche      | 4. Mai 1886        |
| Glauke     | 20. Februar 1890   |

Karl Theodor Robert Luther (* 16. April 1822 in Schweidnitz; † 15. Februar 1900 in Düsseldorf) war ein deutscher Astronom, der vor allem durch die Entdeckung zahlreicher Asteroiden bekannt wurde.

## Leben
Robert war der Sohn von August Luther (1790–1844), preußischer Hauptmann a. D. und Salzfaktor in Schweidnitz, und der Wilhelmine von Ende († 1853) aus Essen.
Er studierte seit 1841 in Breslau und Berlin Philosophie, Mathematik und Astronomie. Gleichzeitig arbeitete er an der Berliner Sternwarte und erhielt dort 1848 eine Anstellung. 1851 wechselte er als Direktor an die Sternwarte Düsseldorf.
Zwischen 1852 und 1890 gelang ihm dort die Entdeckung von insgesamt 24 Asteroiden. Damit überbot er den deutsch-französischen Astronomen Hermann Goldschmidt, der zwischen 1852 und 1861 14 Asteroiden gefunden hatte. Nach Luther brachten es der deutsch-amerikanische Astronom Christian Heinrich Friedrich Peters auf 48 (1861–1889) und der Österreicher Johann Palisa auf 123 Asteroiden (1874–1923).
Beim Zeichnen der akademischen Sternkarte hora O entdeckte Luther den veränderlichen Stern T Piscium im Sternbild Fische.
An der Universität Bonn wurde er 1855 zum Dr. phil. honoris causa ernannt und erhielt von der Pariser Académie des sciences siebenmal den Lalandeschen Preis für Astronomie. Seine Stadt Düsseldorf zeigte sich für den Prestigegewinn durch die Entdeckungen auch finanziell erkenntlich.

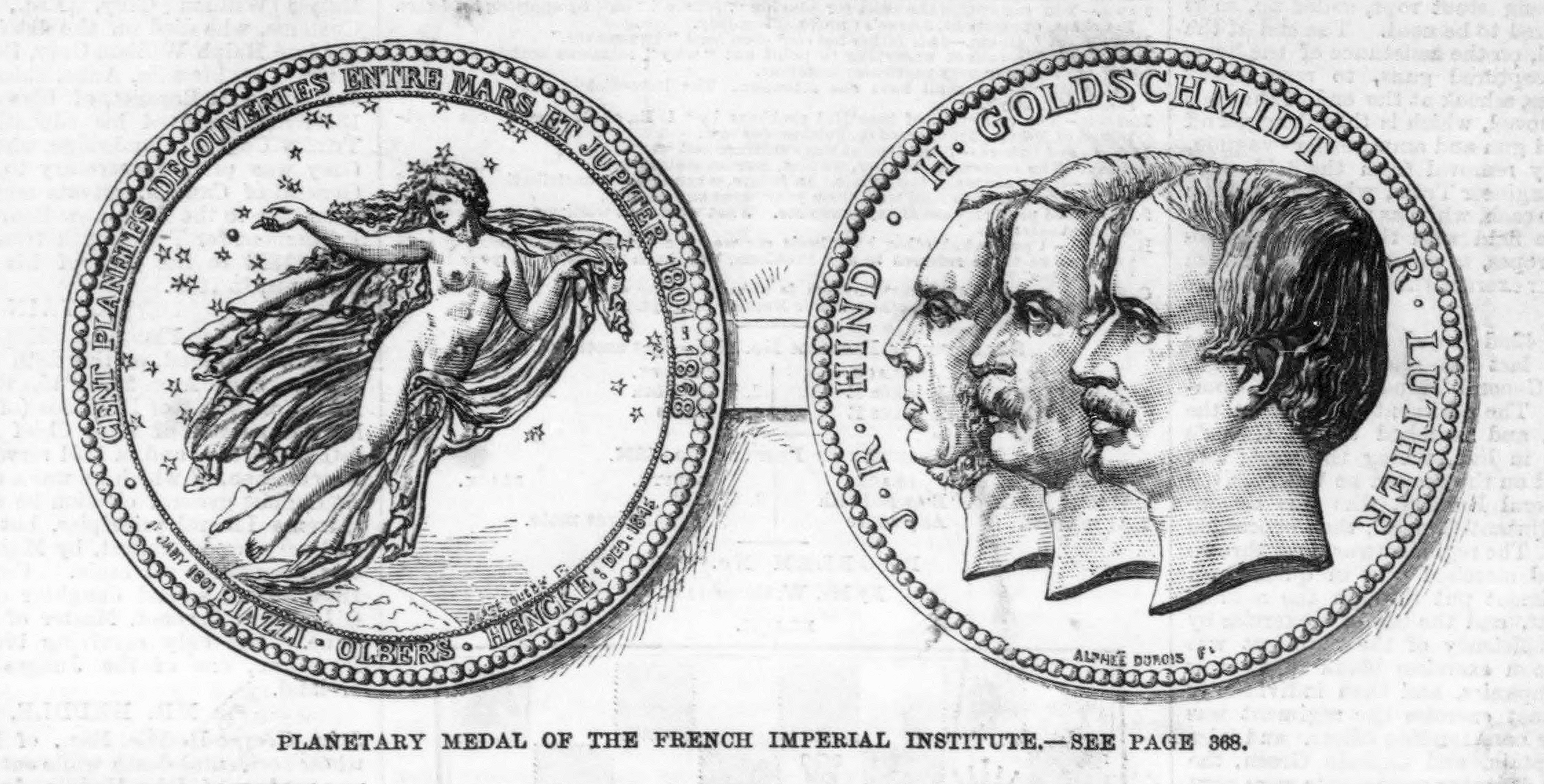

Auf der Pariser Gedenkmedaille des Jahres 1868, die anlässlich des hundertsten Asteroiden geprägt wurde, ist er neben Hermann Goldschmidt und John Russel Hind, zwei anderen Mehrfachentdeckern, abgebildet. Die Medaille wurde 1869 in der Pariser Münze im Auftrag Napoleons III. ausgeprägt. Nach ihm wurde auch der Asteroid (1303) Luthera benannt. Außerdem erhielt der Mondkrater Luther nach ihm seinen Namen. Im Jahr 1882 wurde er zum Mitglied der Leopoldina gewählt.
Luther war seit 1859 verheiratet mit Caroline (Lina) geb. Märcker (* 1823). Sie hatten einen Sohn, Wilhelm Alexander (1860–1937), der ebenfalls Astronom wurde und 1900 seinem Vater als Vorstand der Düsseldorfer Sternwarte nachfolgte.

## Zitat
„Neulich wollte ich hier auf die Sternwarte gehen mit einem Bekannten und gedachte plötzlich dabei jenes Sternguckers in Düsseldorf, welcher auch in den Kneipen dabei war und seither immer so kleine Planeten ausspürt, der Narr, ich glaube, Lutter hieß er; sonst hatte ich ihn gänzlich vergessen.“